# Arctophila bequaerti
Arctophila bequaerti је инсект из реда двокрилаца (Diptera).

## Распрострањење
Ово је изузетно ретка врста, насељава Турску, Русију, Украјину, Јерменију и Балканско полуострво (Албанија, Грчка, Бугарска и Србија). Врста је у Србији откривена тек недавно, 2017. године на Власинском језеру. Забележена је на већем броју локалитета на Власинској висоравни.

## Опис и станиште
Ово је бумбаролика и длакава осолика мува, средње велика до крупна. Полни диморфизам је слабо изражен и огледа се у одвојеношћу, тј. спојеношћу очију. Станиште ове врсте у Србији чине тресаве, влажне ливаде и рубови шума, на којима се често јављају биљке родова Scabiosa, Succisa и Knautia.

## Биологија
Животни циклус ове врсте није познат, мада се претпоставља да се ларве развијају у трулој органској материји у води. Одрасле јединке учестало посећују цветове розе или љубичасте боје, попут биљака родова Carduus, Cirsium, Knautia, Scabiosa и Succisa.